# Chor der Frauenkirche Dresden
Der Chor der Frauenkirche Dresden wurde 2005 von Matthias Grünert gegründet. Er ist neben dem Kammerchor der Frauenkirche Dresden und dem Ensemble Frauenkirche Dresden der dritte große Klangkörper der Dresdner Frauenkirche.
Die mehr als 80 ehrenamtlichen Sängerinnen und Sänger widmen sich den vielfältigen musikalischen Aufgaben an der Frauenkirche. Neben den Konzerten dort ist der Chor auch regelmäßig auf Gastspielen in Nord- und Mitteldeutschland zu hören.
Eine kontinuierliche musikalische Zusammenarbeit besteht mit den Theatern Bad Elster, Gera und Chemnitz.
Der Repertoireschwerpunkt liegt neben zahlreichen A-cappella-Motetten auf Chorwerken des 19. Jahrhunderts, darunter Requiemvertonungen von Gabriel Fauré, Felix Draeseke und Johannes Brahms, Felix Mendelssohn Bartholdys Paulus und Elias sowie Anton Bruckners Te Deum, des Weiteren Messvertonungen der Familie Bach, Joseph Haydn, Anton Bruckner und Charles Gounod oder Edward Elgars The Dream of Gerontius.
Mit dem Brahms-Requiem präsentierte sich der Chor 2006 zum ersten Mal dem Publikum.
Seitdem kommen mindestens zweimal im Jahr große chorsinfonische Werke der Romantik zur Aufführung.